# Gérard Crombac
Gérard Crombac, surnommé « Jabby », né le 7 mars 1929 à Zurich et mort le 18 novembre 2005 à Paris 16e, est un journaliste suisse spécialisé dans la compétition automobile.

## Biographie
Gérard Crombac assiste à son premier Grand Prix en 1936 (Grand Prix de France à l'autodrome de Linas-Montlhéry) et couvre son premier Grand Prix en tant que journaliste, le Grand Prix de Suisse, en 1948. En 1949, alors qu'il est mécanicien de Raymond Sommer, il rencontre en Angleterre Gregor Grant, le rédacteur du magazine auto The light car, qui deviendra Autosport. Jabby devient alors le correspondant continental du magazine anglais.
En 1954, il achète la Lotus MK VI personnelle de Colin Chapman et court avec elle de 1954 à 1958, année après laquelle, se considérant comme un mauvais pilote, il arrête sa carrière. Entretemps, il est devenu ami avec de nombreux pilotes ; ami intime de Jim Clark qu'il rencontra aux 24 Heures du Mans 1959, avec lequel il partage un appartement à Paris, il devient manager de Jo Schlesser et de Harry Schell par le biais de l'agence Inter Auto-Courses, fondée avec Jean Lucas. 
Gérard Crombac s'essaie au motonautisme en 1958 et termine second du Grand Prix motonautique de Monaco.
En 1961, il quitte l'entreprise Prisunic pour fonder son magazine sur la course automobile. Avec Jean Lucas, il tente, sans succès, d'acheter Moteurs, dont Lucas était un des fondateurs. Ils fondent Sport Auto l'année suivante. Il reste rédacteur en chef de son magazine jusqu'en 1989, puis cède sa place pour rédiger exclusivement ses « Carnets de route » qui racontent chaque mois le déroulement d'un week-end de Grand Prix et les à-côtés de la Formule 1. Sport Auto est racheté par le groupe Emap France en 1994. Parallèlement, Gérard Crombac collabore avec le magazine japonais Car Graphic où il tient la chronique « Jabby's Column ».
En mars 2001, il participe à la naissance du nouveau magazine entièrement consacré à la Formule 1 Formula 1 magazine (qui devient F1i Magazine en mars 2003), dirigé par le journaliste sportif belge Pierre van Vliet. Il y écrit successivement les chroniques « Avis d'expert », « Souvenirs », « Il était une fois » et « Intemporel ».
Au long de sa carrière, il a écrit plusieurs ouvrages relatifs au sport automobile, et un consacré à la Lotus Esprit.
Début 2005, Gérard Crombac, affaibli par plusieurs crises cardiaques et sentant sa fin proche, se défait de sa collection de voitures particulières (notamment des Lotus). Sa dernière chronique paraît dans le no 36 de F1i Magazine en novembre 2005. Elle s'intitule « Filer à l'anglaise... »
Jabby partageait sa vie entre son appartement de la rue de Passy à Paris, « Brands-Hatch », sa résidence de D'Huison-Longueville, et Cogolin. Comme il l'avait souhaité, ses cendres ont été dispersées en Mer Méditerranée, du côté de Cogolin, au large de Port Grimaud où il a vécu ses dernières années.

## Ouvrages
- Le Mans - Les 24 heures Matra, Paris, Solar Éditeur, 1972
- Grands prix dans le secret des stands, Paris, Solar Éditeur, 1973
- Colin Chapman the Man and his Cars, Patrick Stephens Ltd, 1986 (réédité en 2001 et édité en Français par les PUF : L'épopée Lotus en Formule 1)
- Turbine Grand prix - Automobilia, 1989
- Lotus Esprit - Automobilia, 1991  (ISBN 978-2-726883-36-5)
- Les années Fangio 1950 - 1955, Antony, ETAI, 1999,  (ISBN 978-8-885880-02-3)
- Gérard Crombac, Gérard "Jabby" Crombac en première ligne : mes 578 Grands Prix de Formule 1, Arcueil, Anthèse, 2007, 383 p. (ISBN 978-2-912257-36-9, BNF 41382893)